# مسجد الصفا التاريخي (الباحة)
مسجد الصفا؛ هو مسجد تاريخي يقع وسط محافظة بلجرشي ويعد أحد أقدم مساجد المملكة العربية السعودية، ويعود إلى عام 46 هـ، كما هو مدون على باب المسجد.

## الموقع
يقع المسجد وسط محافظة بلجرشي التابعة لمنطقة الباحة ويبعد عن الباحة نحو 72 كم ونحو مسافة 3.5 كم جنوب غرب مبنى محافظة بلجرشي . تم إطلاق تسميه مسجد الصفا عليه نسبة إلى صخرة كبيرة تسمى الصفا بني عليها المسجد.

## البناء
تشير بعض الروايات إلى أن تاريخ بناء مسجد الصفا يعود إلى أكثر من 1350 سنة في القرن الأول هجري وبالتحديد 46 هـ، 666 م وأن أن من قام ببنائه الصحابي سفيان بن عوف الغامدي .

## المعمار
تتميز عمارة مسجد الصفا على طراز السراة السعودي ويقوم المسجد على عمودين مميزين من شجر العرعر و مشيد باستخدام جلاميد أحجار الجرانيت الصلبة المقتطعة من الجبال المحيطة. 

## الترميم
تم اختيار المسجد من ضمن المساجد المستهدفة بالتطوير والترميم في المرحلة الثانية من مشروع الأمير محمد بن سلمان لتطوير المساجد التاريخية.